# Solfuri
In chimica prendono il nome di solfuri i derivati dell'acido solfidrico (H2S) di formula MnS dove M può essere un metallo o un alchile. Stabili in soluzione, possono addizionare zolfo producendo polisolfuri. Industrialmente venivano spesso usati come insetticidi o nell'industria della gomma.

## Nomenclatura
Il solfuri inorganici (quelli cioè in cui M è un metallo) vengono chiamati anteponendo solfuro di al nome del metallo, così Na2S prende il nome di solfuro di sodio. Se la formula del solfuro è di tipo MHS il nome si ottiene anteponendo al nome del metallo monoidrogenosolfuro di, così NaHS è il monoidrogenosolfuro di sodio.
I solfuri organici di formula generale R2S vengono chiamati posponendo il termine solfuro al nome dei due alchili. Così CH3SCH2CH3 è il etil metil solfuro mentre (CH3)2S è il dimetil solfuro. Una molecola organica di formula generale RSH dove R è un alchile prende il nome di tiolo.

## Chimica analitica
Nell'analisi a secco, la ricerca dello ione solfuro avviene per formazione di acido solfidrico. Una certa quantità di sostanza acidificata con soluzione di acido cloridrico viene scaldata in una provetta. Si libera acido solfidrico gassoso secondo la seguente reazione (dove Me è un generico metallo bivalente):
MeS + 2HCl → Me2+ + 2Cl− + H2S(g)
L'H2S è riconoscibile sia dall'odore caratteristico di uova marce sia perché annerisce una cartina imbevuta di soluzione di Pb(CH3COO)2, per formazione di PbS:
Pb(CH3COO)2 + H2S → PbS(s) + 2 CH3COOH
In presenza di solfuri inattaccabili dall'acido cloridrico (come HgS, CuS, o As2S3) nella soluzione si aggiunge, dopo aver eliminato SO2 eventualmente presente, polvere di Zn a caldo. Lo Zn, riducendo i cationi, libera H2S che annerisce la cartina imbevuta di Pb(CH3COO)2.